# Architekturzitat

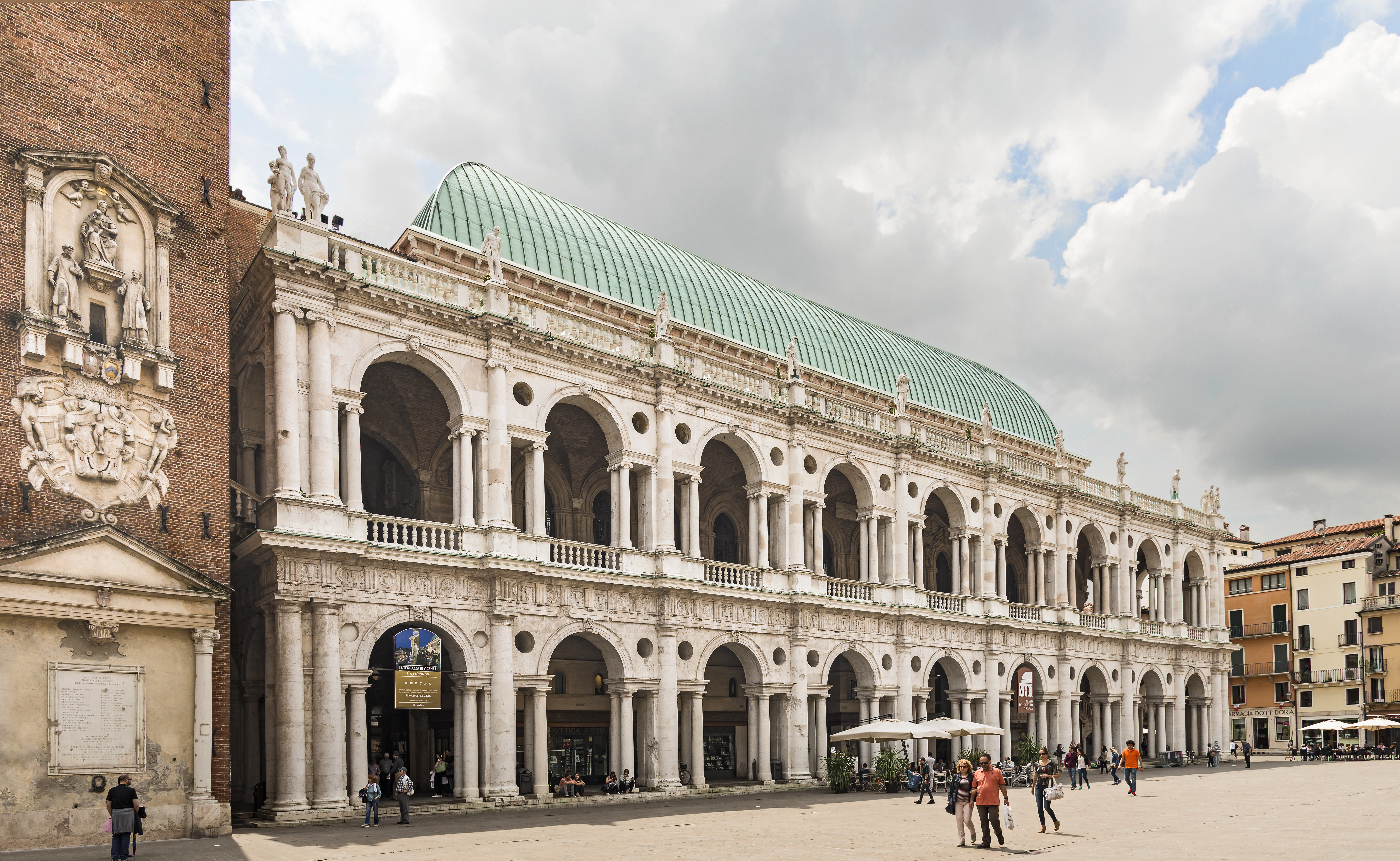
Architekturzitat der Serliana in der Fassade der Basilica Palladiana

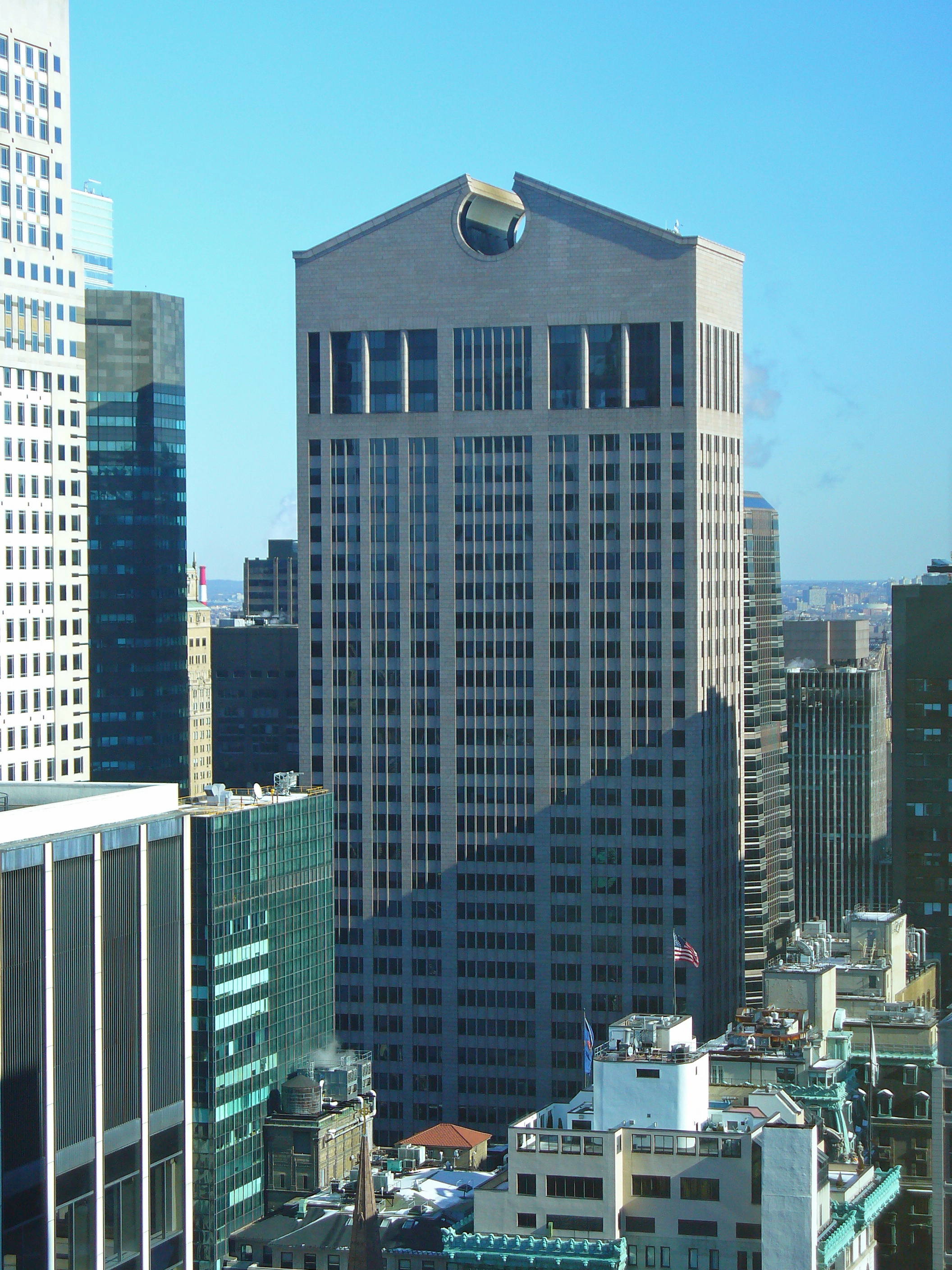
Postmodernes Zitat eines Sprenggiebels im 550 Madison Avenue durch die Architekten Philip Johnson und John Burgee

Ein Architekturzitat liegt vor, wenn bei einem Bauwerk ein Gestaltmerkmal eines früheren Bauwerks als Zeichen und Bedeutungsträger übernommen wird. Es ist ein nicht-sprachliches, sondern „gebautes“ Zitat und gilt als Unterfall des Bildzitats. 

## Geschichte und Funktion
In der Architekturgeschichte, in der Architekturtheorie sowie in Ikonologie und Ikonografie der Architektur spielt das Phänomen des Zitierens als wirkmächtige Kulturtechnik eine große Rolle. Durch Kopieren von Vorbildern versuchten und versuchen Architekten an die Bedeutung von Werken ihrer Vorgänger anzuknüpfen und auf sie zu verweisen. Um einen solchen Verweis und somit die Beziehung eines Bauwerks zu früheren Bauwerken zu erkennen, bedarf es in der Regel bau- und kunsthistorischer Kenntnisse. Wie in anderen Zeichensystemen obliegt es dabei der strukturalistischen Deutung, welche Absicht ein Sender durch ein Architekturzitat im Einzelfall verfolgt und welche Wirkungen es beim Empfänger erzielt. 
Besonders zur Schau gestellt wurden Architekturzitate in der Renaissance, im Historismus und in der Postmoderne. Ein bekanntes Beispiel für ein Architekturmotiv bzw. Bauteil, das über Epochen hinweg als Architekturzitat eingesetzt wurde, ist das Triumphbogenschema der Serliana.